# یواس‌ان‌اس ادلفی (تی-ای‌جی-۱۸۱)
یواس‌ان‌اس ادلفی (تی-ای‌جی-۱۸۱) (به انگلیسی: USNS Adelphi (T-AG-181)) یک کشتی بود که طول آن ۴۵۵ فوت (۱۳۹ متر) بود. این کشتی در سال ۱۹۴۵ ساخته شد.